# Матос, Андре
Андре Коэльо Матос (14 сентября 1971, Сан-Паулу, Бразилия — 8 июня 2019) — бразильский музыкант, вокалист, пианист и композитор хеви-метал и пауэр-метал групп Viper, Angra и Shaaman. После октября 2006 Андре Матос посвятил себя творчеству в собственной группе.

## Биография

### Viper, Angra и Shaaman
Матос вырос в своем родном городе Сан-Паулу в Бразилии. Он начал музыкальное образование в десять лет, когда получил своё первое пианино от родителей. Как и все подростки, Матос собирался вместе с друзьями и слушал любимые группы. Позже они тоже начали учиться играть, и Матос присоединился к своей первой группе Viper. Группа впервые сыграла 8 апреля 1985, когда ему было 13 лет. В этом же году они записали свою первую демо «The Killera Sword».
За короткое время Viper стала феноменом на бразильской хэви-металлической сцене. Они считались второй группой которая соединила классическую музыку и хэви-метал. Хотя Матос продолжал петь, он не имел никаких намерений оставаться вокалистом, это была роль которую он на себя принял только потому что: «его вокал был наиболее беден из них всех», и потому что напоминал вокал солиста «Iron Maiden» Брюса Дикинсона. Его инструментами всегда были пианино и клавишные. Матос покинул Viper тогда, когда группа начала менять свой музыкальный стиль. Он стал интересоваться классической музыкой и почувствовал, что его музыкальные взгляды начали расходиться со взглядами других членов группы, которые хотели сконцентрироваться на тяжелой, «незрелой» музыке.
После ухода из Viper Матос вернулся в школу и окончил музыкальное образование по специальности дирижер оркестра и композитор.
В 1991 была сформирована группа Angra, и со своим первым альбомом «Angels Cry», который вышел в 1993 году, стала известной в Японии и Европе. Позже были выпущены «Holy Land» и «Fireworks». Стиль Angra развился из вдохновленного мелодик спид-метала группы Helloween в уникальной смеси с хэви-металом, классической музыкой и традиционными бразильскими мотивами. Это принесло им всемирную благосклонность у критиков.
Андре Матос принял участие во всемирном состязании для замены Брюса Дикинсона в Iron Maiden и был в тройке финалистов вместе с Джеймсом ЛаБри и победителем Блейзом Бейли.
В 2001 году Матос покинул Angra вместе с композитором ритм-секций Луисом Мариутти (бас) и Рикардо Конфессори (барабаны) из-за несогласия с гитаристами группы Рафаэлем Биттенкуртом и Кико Лоурейро по поводу менеджмента группы.
Андрэ остался вместе с Луисом Мариутти, взял в гитаристы его брата Хьюго Мариутти: вместе они создали группу Shaman, поменяв по юридическим причинам название на Shaaman перед выходом второго альбома.
Группа получила внезапный успех благодаря песне Fairy Tale, которая прозвучала в бразильской «мыльной опере» «Поцелуй вампира». Первый альбом, который назывался «Ritual», был продан тиражом более 200 000 копий во всем мире в первый год после выхода. Результатом был тур с 150 концертами по всему миру и выход DVD под названием «Ritualive» с записью концерта в Сан-Паулу перед аудиторией более чем в 7000 бразильцев.
Второй альбом «Reason» был успешным и его кульминацией стал концерт перед 10 000 зрителей в Рио-де-Жанейро. Однако после этого Конфессори, владелец группы и прежний барабанщик Angra, уволил Матоса и братьев Мариутти из группы.

### Symfonia
В 2010 году Матос присоединился к новому проекту Тимо Толкки Symfonia, где также участвует бывший ударник Helloween и Masterplan — Ули Куш. В марте 2011 года вышел дебютный альбом In Paradisum.

## Сольная карьера Андре Матоса
После ухода из Shaaman вместе с братьями Мариутти он выпустил свой первый сольный альбом «Time To Be Free» под брендом «Andre Matos» в августе 2007.

### Time To Be Free
Некоторое время Андре Матос продолжал свою сольную карьеру вместе с братьями Мариутти. Но он часто говорил, что называть это сольной карьерой большая ошибка, потому что это не сольная карьера, а группа с его именем, и они все так решили, благодаря известности его имени во всем мире и частым уходам из других групп. Их первый альбом «Time To Be Free» был спродюсирован Roy Z. Тема и тексты альбома перекликаются с его уходом из Shaaman из-за увольнения их барабанщиком Конфессори, это так же видно в названии альбома, и это наиболее симфонический альбом, написанный Матосом. Однако альбом достиг высоких мест в бразильских и европейских чатах, дошёл до четвёртого места в России и второго в Японии. Альбом был успешным по мнению как критиков, так и фанатов. «Time To Be Free» более персональный альбом, хотя гитарист Хьюго Мариутти писал почти каждую песню наряду с Матосом и Питом Пассарелом, экс-партнером Матоса по Viper, который был гостем на этом альбоме.
Несмотря на весь успех, сопровождающий альбом, и вопреки ожиданиям Матос решил не записывать клип, он только записал и выпустил эксклюзивный клип для японской аудитории.
«Time To Be Free» сопровождался туром из более чем 50 концертов по всему миру, Матос был приглашен в тур вместе со Scorpions и Edguy (Это одни из его старых друзей, их дружба началась когда Матос был в Angra, и Edguy была приглашена для разогрева в туре в поддержку альбома Angra «Fireworks»), который проходил в Европе, Бразилии и Японии на больших фестивалях Loud Park, Live and Louder, в первый раз в Финляндии на Finnish Metal Expo. Также Матос был приглашен хэдлайнером на ProgPower USA, но из-за проблем с паспортами концерт пришлось отменить, и его заменили другой бразильской группой MindFlow. В самом конце турне Матос объединился с группой Hangar (бразильской восходящей метал-группой, декорации для которой делал Аквилес Пристер, бывший барабанщик Angra) в проекте Metal Christmas Project, который был эксклюзивным бразильским туром с концертами в Сан-Паулу, Рио-де-Жанейро и некоторых других странах. Потом Матос вернулся в студию для записи нового альбома.

### Mentalize
Новый альбом более хэви-металлический, чем когда либо. «Mentalize» сначала был издан в Бразилии и Японии в конце 2009. Тур стартовал в Бразилии с концертами в Рио-де-Жанейро, Сан-Паулу, Форталеца и других городах. В начале 2010 альбом вышел в Европе. Матос отыгрывает на некоторых летних фестивалях.
Mentalize был спродюсирован Corciolly и свел альбом Саша Пает.

## Avantasia
Матос участвовал в записи трех альбомов: «The Metal Opera», «The Metal Opera. Part. II», «The Wicked Symphony». Также участвовал в концертах и турах в их поддержку.

## Смерть
Андре Матос умер 8 июня 2019 года. Причиной был назван сердечный приступ.

## Участники группы Andre Matos
- Андре Матос — вокал и пианино
- Андре Эрнандес — гитара
- Хьюго Мариутти — гитара
- Луис Мариутти — бас гитара
- Элой Касагранде — ударные
- Фабио Рибейро — клавишные

### Бывший участник
- Рафаэль Роса — ударные

## Дискография

### Viper
- The Killera Sword (Demo) — 1985
- Soldiers Of Sunrise — 1987
- 1989 (Demo) — 1989
- Theatre Of Fate — 1989
- 20 Years Living For The Night (Documentary)

### Angra

#### Студийные альбомы
- Angels Cry — 1993
- Holy Land — 1996
- Fireworks — 1998

#### Другие
- Reaching Horizons (Demo) — 1992
- Evil Warning (Single) — 1994
- Eyes of Christ (EP) — 1996
- Freedom Call (EP) — 1996
- Make Believe (Single) — 1996
- Holy Live (Live) — 1997
- Rainy Nights (Single) — 1997
- Lisbon (Single) — 1998
- Virgo (Side project)
- Virgo — 2001

### Shaaman

#### Студийные альбомы
- Ritual — 2002
- Reason — 2005

#### Другие
- Shaman (Demo) — 2001
- Fairy Tale (Single) — 2002
- For Tomorrow (Single) — 2003
- RituAlive (Live) — 2003
- Innocence (Single) — 2005
- More (Single) — 2005

### Сольная карьера
- Time To Be Free — 2007
- Mentalize — 2009

### Другие проекты
- Nepal Manifiesto — 1996
- Looking-Glass-Self Equinox — 1998
- Superior Younique — 1998
- Time Machine Secret Oceans Part II — 1998
- Sagrado Coração da Terra: Ao Oeste do Sol, Oeste da Lua — 2000
- Rodrigo Alves: Suddenly — 2000
- Hamlet[англ.]: William Shakespeare’s Hamlet — 2001
- Holy Sagga: Planetude — 2001
- Karma: Into the Eyes — 2001
- Henceforth: I.Q.U. — 2001
- Avantasia: (The Metal Opera) Parts I & II — 2001 / 2002
- Avalanch: Los Poetas Han Muerto — 2002
- Luca Turilli: Prophet of the Last Eclipse — 2002
- Dr. Sin: Ten Years Live — 2003
- AINA: Days of Rising Doom — 2004
- Thalion: Another Sun — 2004
- Viper: All My Life — 2007
- Clairvoyants: Word to the Wise — 2008
- HDK: System Overload — 2009
- Corciolli — Lightwalk — 2009
- Avantasia — The Wicked Symphony/Angel of Babylon — 2010